# معركة عمان الأولى (1918)
معركة عمان الأولى دارت في الفترة الواقعة بين 27 حتى 31 مارس من عام 1918، أثناء الهجوم الأول على مدينة عمان في عهد إمارة شرق الأردن في حملة سيناء وفلسطين في الحرب العالمية الأولى. هاجمت الفرقة الستين (لندن) وفرقة خيالة الأنزاك (القوات المشتركة بين أستراليا ونيوزيلندا) الحامية العثمانية في عمان في عمق الأراضي التي يسيطر عليها العدو، على بعد 48 كيلومترًا (30 ميلًا) من خط الجبهة، بعد الاستيلاء على السلط وشونة نمرين. وتعرضت قوة التجريدة المصرية (إي إي إف) لهجوم مضاد ناجح من قبل قوات الإمبراطورية العثمانية، وذلك أجبرها على التراجع إلى رؤوس الجسور التي جرى الاستيلاء عليها على نهر الأردن.
بعد الانتصارات في معركة غزة الثالثة ومعركة بئر السبع، لاحقت قوة التجريدة المصرية فلول الجيوش العثمانية المنسحبة، وخاضت معارك ناجحة في قمة جبل المغار في نوفمبر واستولت على القدس في ديسمبر. وخلال شتاء 1917/1918، رسخت هذه المكاسب الإقليمية الكبيرة وتأسس خط المواجهة. في فبراير عام 1918، تغير موقع خط الجبهة إلى الشرق من قبل قوة التجريدة المصرية عندما توسع الجانب الأيمن من خط يافا إلى القدس من خلال الاستيلاء على الأراضي من شرق القدس باتجاه وادي الأردن والسيطرة على أريحا. وفي أوائل شهر مارس، تغير موقع خط الجبهة من البحر الأبيض المتوسط إلى أبو تيلول في جبال يهودا شمالًا أثناء معركة تل عاصور. كان هذان التعديلان على الخط الأمامي بمثابة مقدمة ضرورية للتقدم الذي أحرزته القوة التجريدة المصرية بقيادة ألنبي عبر نهر الأردن وفي تلال موآب إلى السلط وعمان.
نفذ عبور نهر الأردن بواسطة قوة تابعة للإمبراطورية البريطانية مكونة من سباحين أستراليين وبريطانيين، عبروا النهر سريع التدفق أثناء تعرضهم لإطلاق نار. وشُيدت جسور عائمة بسرعة، وعبرت قوات المشاة والخيالة النهر لإنشاء رؤوس جسور على الضفة الشرقية، قبل التقدم إلى أعلى البلاد وعبرها؛ تحرك المشاة على طول الطريق الرئيسي مع أرتال الخيالة على الجانبين. وكان عليهم قطع خط السكة الحديدية إلى شمال عمان وجنوبها عن طريق تدمير أجزاء طويلة من سكة حديد الحجاز، بما في ذلك الجسور والمعابر. ودافعت حامية الجيش الرابع بقوة عن عمان، وازدادت قوتها بوصول التعزيزات. وكانت تعزيزات المشاة والمدفعية في الإمبراطورية البريطانية من السلط قد وصلت للواء 181 وفرقة الأنزاك الخيالة التي انتقلت عبر التضاريس الصعبة وغير الودية. على الرغم من أن القوة المشتركة للمشاة والقوات الخيالة قامت بهجمات حازمة على عمان على مدار عدة أيام، إلا أن الدفاع القوي والتهديدات لخطوط الاتصال أجبرتها على التراجع إلى وادي الأردن. وكانت المكاسب الإقليمية الوحيدة بعد الهجوم هي إنشاء رؤوس الجسور على الجانب الشرقي من النهر في الغورانية ومخدة حجلة.

## الخلفية
بعد الاستيلاء على العقبة، اتجهت القوات الشريفية بقيادة الأمير فيصل شمالً بعد إنشاء قاعدة جديدة في العقبة. هاجمت الأطراف المغيرة سكة حديد الحجاز من تبوك، وهددت قوة صغيرة مدربة متمركزة في وادي عربة في الغور جنوب البحر الميت معان وغابة هيش. كان الهجوم العثماني شمال غرب معان في منطقة البتراء في أكتوبر عام 1917 ناجحًا جزئيًا، لكنه لم يوقف الغارات. وفي نهاية عام 1917 استولت القوات الشريفية على شوبك والطفيلة على بعد 72 كم (45 ميل) شمال معان، وفي يناير عام 1918 قضت على القوة العثمانية التي أرسلت لاستعادة الطفيلة. ردً على ذلك، أمر إريش فون فالكنهاين قائد مجموعة جيش يلدريم بإرسال قوة إلى كاتراني في منتصف الطريق بين معان وعمان تضمنت كتيبة ألمانية، والتي أخرجت القوة الشريفية من الطفيلة وعادت إلى الشوبك في أوائل مارس. 
بينما كانت قوة فون فالكنهاين، التي أعيد انتشارها من الجيش الرابع في منطقة عمان، خارج موقعها لمهاجمة القوات الشريفية في الطفيلة، كانت هناك فرصة لقوات الطوارئ الأوروبية لغزو شرق الأردن ومهاجمة عمان. مثل هذا الهجوم كان من شأنه أن يجذب قوة فون فالكنهاين شمالً إلى الخلف باتجاه عمان ويجعل من الممكن للأمير فيصل مهاجمة معان. وكان من الممكن أيضًا لقوة التجريدة المصرية والقوة الشريفية إجراء اتصالات.
قبل أن يبدأ الهجوم الأول عبر الأردن، كان من الضروري توسيع قاعدة قوة التجريدة المصرية لدعم الهجوم المقترح على سكة حديد الحجاز في عمان بشكل أفضل. بين 8 و12 مارس عام 1918، تغير موقع خط الجبهة في جبال يهودا نحو الشمال خلال معركة تل عاصور، وذلك أدى إلى وجود قاعدة أقوى بكثير للهجمات في الشرق. أحرز تقدم عام على الجبهة بمسافة ما بين 23-42 كم (14-26 ميل) وبحد أقصى للعمق بين 8-11 كم (5-7 ميل) من قبل الفيلقين العشرين والحادي والعشرين، دفعت القوات العثمانية شمالًا من نهر العوجا على ساحل البحر الأبيض المتوسط، من جانبي القدس إلى طريق نابلس الذي يسيطر على رأس العين وتل عاصور ومن أبو تيلول والمصلابة على المرتفعات فوق وادي الأردن.

### عمان
يُطلق عليها أيضًا اسم ربّة عمون من قبل العمونيين، وفيلادلفيا عندما كانت واحدة من المدن العشر في ديكابولس خلال الحكم الروماني، تحيط بعمان مع أطلالها الرومانية الجميلة بما في ذلك المدرج كثير من التلال. غطت القلعة الواقعة على أحد التلال المداخل الشمالية والغربية للمدينة بينما كانت سكة حديد الحجاز في الشرق، والقرص الدوار ومحطة السكك الحديدية على بعد 3 كم (2 ميل) من المدينة على طول وادي عمان. إلى الجنوب من المحطة كان هناك جسر ذو عشرة أقواس ونفق للسكك الحديدية 141 مترًا (462 قدمًا).

## المقدمة
قبل التقدم إلى السلط وعمان، جرى التخطيط لهجمات تضليلية عبر الجبهة بأكملها قبل عبور نهر الأردن وإنشاء جسر على الضفة الشرقية. نسقت الهجمات التضليلية مع قوة عربية أدت إلى لقاء تي إي لورانس في محطة سكة حديد الحجاز في درعا. يمتد خط السكة الحديد هذا من القسطنطينية إلى دمشق، مستمرً جنوبً عبر شرق سوريا على بعد 100 كيلومتر (60 ميلً) شرق القدس وصولً إلى المدينة.

## أقرأ ايضاً
- معركة عمان (الثانية)